# Hans Effenberger (Musiker)
Hans Effenberger, Pseudonyme Jan Śliwiński bzw. Jan Śliviński bzw. Jean Śliwiński bzw. Jan Śliwińsky bzw. Jan Ślivińsky (* 5. Mai 1884 in Wien, Österreich-Ungarn; † 31. Juli 1950 in Warschau), war ein Autor, Komponist, Sänger, Übersetzer, der auch wegen seiner Pariser Galerie „Au Sacre du Printemps“ kunstgeschichtliche Bedeutung hat.

## Leben
Jan Śliwiński war unehelicher Sohn des Landschaftsmalers und Lithografen Robert Śliwiński  und wurde vom Ehepaar Effenberger adoptiert. Er maturierte in Prag, wo er anschließend Germanistik, Anglistik und Romanistik studiert und über Nikolaus Lenau promoviert hat: „Lenau und die Musik unter besonderer Berücksichtigung der österreichischen Musikverhältnisse der 30er und 40er Jahre“. In Prag hat er auch die irische Gouvernante der Kinder von Thomas Masaryk, Gladys Miller, kennengelernt und geheiratet, mit der er zwei Söhne hatte (Gladys Effenberger starb während des Ersten Weltkrieges, was aber Śliwiński erst Jahre später erfuhr). Zwischen 1909 und 1912 war Śliwiński zuerst Volontär, dann Assistent und zuletzt Skriptor in der „Österreichischen Nationalbibliothek“, was zu der Legende geführt hat, dass er „Leiter der Musiksammlung“ bzw. gar „vormals Direktor der Kaiserlichen Bibliothek in Wien gewesen“ wäre. Eben über diese Zeit berichtet der mit Effenberger befreundete Pianist Arthur Rubinstein in seiner Autobiografie, weshalb Effenberger auch in Harvey Sachs „Arthur Rubinstein. Die Biographie“ beschrieben wird: „... der romantische Dr. Effenberger [...], der früher einen Bart wie Christus trug, aber nun – da er aus der Kaiserlichen Bibliothek geworfen wurde, weil er die Frau von irgend jemand verführt hat – rasiert und todtraurig ist. [Hans Effenberger, alias Sliwinski, war ein Musikkritiker und ein Freund von Rubinstein, Szymanowski und Fitelberg. Als Rubinstein ihn kennenlernte, versuchte er sich dadurch über Wasser zu halten, daß er heimlich einen internationalen Katalog der pornographischen Literatur erarbeitete.].“
1913 besuchte er mit Ehefrau und beiden Söhnen England, wo er sich in Tingewick (bei Buckingham (Buckinghamshire)) und später in London aufhielt. Nach Ausbruch des Ersten Weltkrieges meldete er sich am 26. August 1914 freiwillig zu den Polnischen Legionen des Józef Piłsudski, lernte Polnisch und verwendete den polnischen Namen Śliwiński oder Śliwiński-Effenberger. In der Schweiz veranstaltete er 1916 eine Propagandaausstellung „Polnische Legionen“, die am 22. Juni 1916 in Zürich eröffnet und anschließend auch in Bern und Basel gezeigt wurde.
Er komponierte Musikstücke und Lieder nach eigenen Texten und übersetzte Gedichte von Rabindranath Tagore, von denen einige von Alexander Zemlinsky sowie 1918 von Karol Szymanowski vertont wurden (der 1926 übrigens auch sieben Gedichte von James Joyce vertont hat).
Śliwiński war mit Adolf Loos befreundet, dem er 1923 zu seiner Ausstellung im Salon d’Automne verhalf und den er mit Tristan Tzara bekannt machte, dessen Pariser Haus Loos 1925/26 entwarf und baute. Hans Heinz Stuckenschmidt berichtet in seiner Autobiografie „Zum Hören geboren“, dass er 1925 in Śliwińskis Galerie „Au sacre du printemps“, die auch ein Musikgeschäft war, selbst zeitgenössische Noten verkauft habe und anlässlich der offiziellen Eröffnung des österreichischen Pavillons auf der Exposition internationale des Arts Décoratifs et industriels modernes gemeinsam mit Śliwiński das Finale von Gustav Mahlers „Dritter Sinfonie“ vierhändig auf der Orgel gespielt habe, dessen Arrangement von ihnen selbst stammte.
Śliwiński, der ein versierter Organist und Pianist war, begleitete wiederholt Karl Kraus bei dessen Pariser Vorlesungen am Klavier, Darüber hinaus stellte er sowohl Brassaï als auch Oskar Kokoschka dem in Paris lebenden James Joyce vor. Auf drängenden Wunsch von James Joyce sollte er 1928 gemeinsam mit diesem und dem Komponisten Geoffrey Molyneux Palmer 1928 dessen Vertonungen von James Joyce’ Gedichten „Chamber Music“ verlegen, wovor der Komponist aber zu Joyce’ Leidwesen, dem Palmers Vertonungen am besten von sämtlichen „Chamber Music“-Vertonungen gefallen haben, zurückgeschreckt ist. Der Nachlass von Joyce’ Verlegerin Sylvia Beach enthält eine Fotopostkarte, die Śliwiński gemeinsam mit George Antheil, dessen Frau Böske und Hermann von Wedderkop zeigt.
1930 kam er nach Warschau. Er erteilte Deutschunterricht an der Militärakademie, wurde Adjutant von Marschall Józef Piłsudski, komponierte Musik und beschäftigte sich mit Übersetzungen. Nach mehrjähriger Pause begann er 1937 wieder Gedichte in deutscher Sprache zu schreiben. Im September 1939 wurde er im Dienstgrad eines Hauptmanns zur Armee berufen, durch Rumänien und Frankreich kam er nach Großbritannien, wo er den Zweiten Weltkrieg in Schottland verbrachte. Er war Mitarbeiter des polnischen Armechors. Am 19. Januar 1949 wurde er musikalischer Leiter des Instituts der Polnischen Kultur in London. Mitte Juli 1950 kehrte Śliwiński nach Polen zurück, wo er den polnischen Schriftsteller Jarosław Iwaszkiewicz traf. Er besuchte den Staatlichen Musikverlag in Krakau, weil er auf eine Anstellung hoffte, kehrte aber enttäuscht nach Warschau zurück, wo er in der Wohnung des Komponisten Andrzej Panufnik eine Hirnblutung erlitt und wenig später im Kindlein-Jesu-Krankenhaus im Alter von 66 Jahren starb.

## Galerie „Au sacre du printemps“
Kunstgeschichtliche Bedeutung hat Śliwiński durch seine um 1925 in Paris eröffnete Galerie „Au sacre du printemps“ in der 5, Rue du Cherche-Midi erlangt, deren Namen seine Verehrung für Stravinsky ausdrückt. In der Galerie fanden unter anderem die ersten Einzelausstellungen von Berenice Abbott, André Kertész und Kiki de Montparnasse statt. Darüber hinaus zeigte sie 1928 die zweite gemeinschaftliche Surrealismus-Ausstellung „Le Surréalisme, existe-t-il?“ („Existiert der Surrealismus?“), bei der Werke von Max Ernst, Georges Malkine, André Masson, Joan Miró, Francis Picabia und Yves Tanguy zu sehen waren.
Das schon 1923 von Gabriel Guevrekian gestaltete Geschäftsportal der Galerie ist nicht mehr erhalten. Im Frühjahr 1929 wurde die Galerie von Jeanne Bucher unter ihrem eigenen Namen übernommen und mit einer Ausstellung eröffnet, die zwischen 1. April und 1. Mai 1929 Werke von Braque, de Chirico, Ernst, Gris, Klee, Laurens, Léger, Lipchitz, Lurçat, Marcoussis, Masson, Miro und Picasso zeigte.

## Schriften
- Lenau und die Musik unter besonderer Berücksichtigung der österreichischen Musikverhältnisse der 30er und 40er Jahre. Dissertation, Deutsche Universität Prag 1908.
- Graf Auguste de La Garde: Gemälde des Wiener Kongresses 1814–1815. Erinnerungen, Feste, Sittenschilderungen, Anekdoten. Nach dem Französischen mit Benützung von Ludwig Eichlers Übersetzung neu herausgegeben und eingeleitet von Hans Effenberger. 1912.
- Richard Teschners indisches Theater. In: Deutsche Kunst und Dekoration Band 16, Heft 9, Juni 1913, S. 217–222.
- Legionsleutnant Dr. Jan Sliwinski-Effenberger: Kriegsbilder-Ausstellung des k.u.k. Österreichischen und Ungarischen Kriegspressequartiers. Kriegsbilder des Polnischen Hilfskorps. Basel, Oktober 1916.